# Хёго-ку (Кобе)

Расположение района Хёго-ку в Кобе

Хёго-ку（яп. 兵庫区) — один из девяти административных районов города Кобе. Цветок района — Садовые анютины глазки. 

## Общие сведения
В эпоху Нара монах Гёки (яп. 行基) построил гавань Овада-но-томари (позже она стала называться Хёго-цу,  в настоящее время западная часть порта Кобе). В эпоху Хэйан Тайра-но Киёмори пользовался этой гаванью, чтобы построить остров Кёгасиму и город Фукухара-кё. Поэтому во время битвы при Ити-но Тани воины клана Тайра разбили там северный лагерь, и эта местность стала полем боя. В эпоху Эдо гавань Хёго-цу, которая находилась на юго-востоке этого района, процветала, будучи одним из крупнейших портовых городов в Японии с населением  более двадцати тысяч человек. С наступлением эпохи Мэйдзи (1868-1912) на побережье были построены судостроительная верфь Кавасаки (яп. 川崎造船所) и судостроительная верфь Мицубиси  (яп. 三菱重工業神戸造船所), и гавань стала промышленным портом. В 2006 году после открытия аэропорта Кобе, крупные японские и зарубежные компании вышли на местный рынок, темп роста населения в Кобе достиг самых высоких показателей, рост количества  домохозяйств из одного человека составил 141% по сравнению с предыдущим годом. 

## История района
- 1 сентября 1931 – в рамках внутригородского районирования г. Кобе, район Минатониси-ку  был учреждён в границах бывшего Хёго-тё, западнее реки Минато.
- 1 января 1933 – район Минатониси-ку переименован в Хёго-ку.
- 1 июля 1951 – в состав г. Кобе входят деревни Додзё, Хата и Осава (уезд Арима). Они становятся частью района Хёго-ку.
- 15 октября 1955 - в состав г. Кобе входит деревня Нагао (уезд Арима). Она тоже становится частью района Хёго-ку.
- 1 февраля 1958 — в состав г. Кобе входит деревня Авакава (уезд Мибукуро), которая тоже становится частью Хёго-ку.

## Большой будда Хёго
Большой будда Хёго (яп. 兵庫大仏, хёго дайбуцу) — большая статуя Будды построенная в 1891 году, на пожертвования богатого купца Нандзё Собэя (яп. 南条荘兵衛) в буддийском храме Нофукудзи (Китасакасэгава-тё, район Хёго-ку). Эта статуя считалась одной из трёх самых известных статуй дайбуцу в Японии до мая 1944 года, когда она была демонтирована по указу об изъятии металлов. Существующая сейчас на территории храма статуя Будды была воссоздана в 1991 году. 